# Cantone di Lannilis
Il Cantone di Lannilis era una divisione amministrativa dell'arrondissement di Brest.
A seguito della riforma approvata con decreto del 13 febbraio 2014, che ha avuto attuazione dopo le elezioni dipartimentali del 2015, è stato soppresso.

## Composizione
Comprendeva i comuni di:
- Guissény
- Landéda
- Lannilis
- Plouguerneau
- Tréglonou